# Polyptychus kivui
Polyptychus kivui är en fjärilsart som beskrevs av Clark 1926. Polyptychus kivui ingår i släktet Polyptychus och familjen svärmare. Inga underarter finns listade i Catalogue of Life.